# 자원개발 비리 사건
자원개발 비리 사건은 대한민국의 한국석유공사, 한국광물자원공사, 한국가스공사 등이 자원개발사업을 진행하며 발생한 사건이다.
서울중앙지방검찰청은 2015년 4월부터 7월까지 자원개발 비리 사건을 수사하였고, 한국석유공사 및 메릴린치 서울지점 등을 압수수색(5월 12일), 대한광물 전 대표의 주거지를 압수수색(6월 18일), 한국광물자원공사 전 사장의 주거지를 압수수색(7월 7일) 한 뒤 주요 피의자들을 구속기소 및 불구속기소하였다.

## 한국석유공사의 하베스트 인수 논란
2009년 10월 중순 평가자문사 메릴린치는 캐나다 석유 회사인 하베스트의 자산 가치에 대해 하베스트의 요구 금액과 비슷한 40억 캐나다 달러(4조 4900억 상당)로 평가하였다. 정상적인 검증에는 3~6개월이 필요하였으나, 메릴린치는 하베스트 측이 제공한 자료를 그대로 원용하여 하루만에 경제성 평가를 하였고, 한국석유공사는 검증절차 없이 메릴린치의 자산가치평가를 근거로 하베스트를 인수하기로 결정하였다. 2015년 7월 17일, 서울중앙지방검찰청은 한국석유공사 전 사장 강영원이 2009년 10월 부실한 자산가치평가 등을 통해 하베스트를 총 4조원 상당에 인수, 5천억원의 국고 손실을 끼쳤다며(특정경제범죄가중처벌등에관한법률위반(배임)) 구속 기소하였다. 메릴린치에 대해서는 배임 공모 등에 대한 증거가 없어 무혐의 처분했다.
2016년 1월 8일 서울중앙지법 형사25부(재판장 김동아 부장판사)는 구속 기소된 강영원에게 무죄를 선고했다. 재판부는 평가 범위를 넘는 금액으로 인수했다는 사실만으로 배임죄를 인정하기 어렵고, 강영원 전 한국석유공사 사장이 배임의 동기를 가졌거나 하베스트가 장래에 손실을 입을 것이라는 것을 알고도 인수를 했다고 보기 어렵다고 판시했다. 또한 인수 당시 하베스트의 자산 가치가 인수 금액보다 질적으로 낮다는 증거가 없다고 밝혔다. 구속 중이던 강영원은 석방되었다.
2016년 8월 26일 항소심 재판부인 서울고등법원 형사8부(부장판사 이광만)도 강영원에게 원심판결과 같이 무죄를 선고했다.
2018년 3월 30일 참여연대와 국민재산되찾기운동본부 등 9대 단체는 'MB자원외교 진상규명 국민모임'을 구성하여 한국석유공사노조와 함께 최경환 전 지식경제부 장관을 특정경제범죄가중처벌등에관한법률위반(배임) 등의 혐의로 검찰에 고발했다.

## 한국광물자원공사 자원개발 문제

### 양양 철광산 재개발사업 부실투자
2008년 12월 한국광물자원공사는 대한민국 내 50개 광산의 탐사·개발 계획을 수립하였고, 2009년 6월 18일 한전산업개발(주)과 (주)대한철광은 양양 철광산 공동개발 MOU를 체결하였다. 이후 한전산업개발과 대한철광은 한국광물자원공사에 사업 참여 및 사업 순위 조정 청탁을 하였고, 한국광물자원공사는 당초 수립한‘금속광 재개발 추진계획’에서는 양양철광산을 2018년에 개발을 추진하고 있었으나, 청탁을 받은 뒤 2010년 1월 26일 한전산업개발, 대한철광과 3자간 MOU를 체결하고 양양철광산 재개발 사업 참여를 결정하였다.
양양철광산은 1995년 폐광하였고 재개발하더라도 철광석 자급률에 끼치는 영향이 미미하며(약 0.6%), 사업제안 업체인 대한철광의 의뢰로 작성된 보고서는 직접 광산을 탐사하지 않고 1960년~1990년 시추자료를 근거로 하여 공신력이 없었으나 한국광물자원공사는 이에 대한 검증을 거치지 않았다. 또한 한전산업개발은 전력량계 검침 및 고지서 송달 업무, 대한철광은 골재업무를 주력 사업으로 하는 기업으로 광산 개발 경험과 능력이 전무하였고, 한국광물자원공사 이사회에서도 이러한 문제들이 제기되었으나 무시되었다.
2010년 12월 21일 합작법인 대한광물(주)를 설립하였고 한국광물자원공사는 지분 15%(12억)를 투자하였다. 그러나 대한광물은 2015년 1월 공장 가동을 중단하였고 2015년 6월 법정관리가 개시되었다. 이로 인해 한국광물자원공사는 대한광물에 투자한 12억원과 국고보조금 24억원까지 총 36억원의 손해를 발생시켰다. 양양 철광산의 생산량은 예측 대비 절반에 불과하였고, 생산된 철광석은 전량 중국에 납품하여 철광석 자급률 향상에 전혀 기여하지 못하였다.

### 수사 및 재판
2015년 7월 10일 서울중앙지방검찰청은 양양 철광산 사업 공동 투자자로부터 2억 9400만원을 수수한 혐의(배임수재)로 대한광물 전 대표 황기철을 구속 기소하였다. 2015년 9월 16일에는 암바토비 니켈광 사업과 관련해 (주)경남기업 지분을 부당하게 212억원 높은 가격에 인수하고(2010년 3월), 경제성이 없음에도 양양 철광산 사업에 12억원을 투자(2010년 12월)하여 총 224억원의 국고 손실을 끼친 혐의(특정경제범죄가중처벌등에관한법률위반(배임))로 한국광물자원공사 전 사장 김신종을 불구속 기소하였다.
2015년 10월 23일 서울중앙지법 형사합의23부(부장판사 현용선)는 배임수재 혐의로 기소된 황기철 전 대한광물 대표에게 징역 2년과 추징금 2억9400만원을 선고했다.
2017년 2월 10일 서울중앙지방법원 형사합의29부(부장판사 김수정)는 특정경제범죄가중처벌등에관한법률위반(배임) 혐의로 기소된 김신종 전 한국광물자원공사 사장에게 무죄를 선고했다.

## 한국가스공사 자원개발 배임 논란
한국가스공사는 2009년 9월 ~ 2010년 3월 캐나다 엔카냐 사의 "혼리버/웨스트컷 뱅크" 탐사 광구 지분, 2011년 1월 경 캐나다 MGM 사의 "우미악" 광구 지분에 대해 수익성 검토를 제대로 하지 않고 매입하였다. 2012년 가스 가격 급락으로 광구의 자산 가치가 감소하였고, 총 6억 달러로 추정되는 손해가 발생했다. 그러나 서울중앙지방검찰청은 복수의 자문사 선정을 통해 가스 매장량과 경쟁성 평가를 하여 수익성 판단 기준에 부합하였고, 복수의 공신력 있는 기관들의 예측치를 원용해 가스 가격을 정하였으며, 인수 이후 가스 가격 하락에 대한 손실을 예견하기 어려웠던 점을 이유로 2015년 9월 16일 한국가스공사 전 사장 주강수를 무혐의 처분했다.

## 그외 논란

### 마다가스카르 암바토비 니켈광산
마다가스카르 암바토비 니켈광산에는 2006년부터 1조4천억원이라는 천문학적 투자가 이뤄졌다.

### 멕시코 볼레오 동광
멕시코 볼레오 동광에 1조5000억 원이 투자되었으나 추가로 광물자원공사에 1조원이 투입되지 않으면 부도가 날 지경이 되었다. 이것은 노무현 정부 시절인 2006년에 결정된 투자 사안이기 때문에 이명박 정권에 전적인 책임을 묻기 어렵다.

### 러시아 캄차카 석유광구
러시아 캄차카 석유 광구 개발 사업에 3천억원을 투자하는 과정에서 경남기업과 관련된 비리가 있을 수 있다는 의혹이 제기되었다. 이에 따라 서울중앙지검 특수1부(임관혁 부장검사)는 3월 18일 서울 동대문구 답십리동 경남기업 본사를 전격 압수수색했다.